# Le Retour de la momie
Pour les articles homonymes, voir La Momie.
Série La Momie
La Momie
(1999) La Momie : La Tombe de l'Empereur Dragon
(2008)
Pour plus de détails, voir Fiche technique et Distribution.
Le Retour de la momie (The Mummy Returns) est un film américain réalisé par Stephen Sommers et sorti en 2001. Il s'agit de la suite de La Momie, du même réalisateur, sorti en 1999.
Situé huit ans après la fin du premier film, Le Retour de la momie relate comment Rick O'Connell, Evelyn, Jonathan et Ardeth Bay sont de nouveau confrontés à la momie d'Imhotep, mais aussi à un nouvel ennemi redoutable : le Roi scorpion. Le film reçoit un accueil critique mitigé dans la presse. Il est néanmoins un succès au box-office. Ce film est à son tour suivi par La Momie : La Tombe de l'Empereur Dragon (2008) et donne naissance dans l'intervalle à une série de films dérivés autour du personnage du Roi scorpion, le premier étant Le Roi Scorpion sorti en 2002.

## Synopsis
En 3067 avant Jésus-Christ, Mathayus, le Roi Scorpion, tente en vain de prendre la Cité de Thèbes avec sa gigantesque armée et essuie une terrible défaite. Les survivants errent dans le désert d'Ahm Shere et meurent les uns après les autres. Alors que Mathayus sent sa fin proche, il fait un pacte avec le Dieu Anubis, qui fonde instantanément l'Oasis d'Ahm Shere pour le sauver. Il reçoit alors le commandement de la terrible armée d'Anubis avec laquelle il terrasse ses ennemis. Sur le point de se rendre Maître de Thèbes, Mathayus se fait voler son âme par Anubis afin de le servir pour l'éternité.
En 1933, voici huit ans que Rick O'Connell et Evelyn ont fait la terrible rencontre avec Imhotep, la momie ressuscitée. Ils mènent leur vie dans un Manoir à Londres avec Alex, leur fils âgé de huit ans, lui aussi fasciné par l'Égypte Ancienne et qui participe activement aux recherches archéologiques de ses parents. Ils se rendent en Égypte, où ils trouvent le Bracelet du Roi Scorpion, qu'ils rapportent chez eux. Mais Alex veut l'essayer et le Bracelet s'accroche à son bras. Une nouvelle tempête se prépare dans les profondeurs du désert Saharien, dans l'antique Cité des Morts, Hamunaptra. Une secte mystérieuse et avide de pouvoir, menée par le Conservateur du British Museum et la séduisante Mella Nais (Anck-Su-Namun réincarnée), ramène à la vie la seule créature capable de vaincre le Roi Scorpion : le Grand Prêtre Imhotep, condamné depuis trois mille ans à errer comme un mort-vivant pour avoir séduit la maîtresse du Pharaon Séthi Ier, et dont la momie a été ramenée secrètement au British Museum.
Imhotep convoite le Bracelet détenu par les O'Connell. Ce Bracelet lui permettra de trouver l'Oasis secrète où repose le Roi Scorpion et de libérer l'armée d'Anubis. Le Bracelet restant verrouillé au bras d'Alex, Imhotep fait kidnapper ce dernier et il commence avec lui une formidable odyssée qui les mène de Karnak jusqu'au désert d'Ahm Shere en passant par Abou Simbel et Philæ. Rick et Evy O'Connell, ainsi que Jonathan et Ardeth, le Medjaÿ, les suivent dans un dirigeable, guidés par Izzy, un ami de Rick. Imhotep veut tuer le Roi Scorpion, ce qui lui permettrait de prendre le commandement de l'armée d'Anubis. Ardeth Bay, chef Militaire des Medjaÿ, implore Rick O'Connell d'intervenir pour empêcher cet acte aux conséquences désastreuses.
Ayant remarqué que le dirigeable où se trouvent les O'Connell, Jonathan, Ardeth et Izzy, les suit depuis Karnak, Imhotep crée un gigantesque tsunami, ce qui fait s'écraser le dirigeable dans la jungle d'Ahm Shere. Alors que Imhotep et la secte se retrouvent également dans la jungle d'Ahm Shere, ils sont surpris et assassinés par les pygmées, des créatures monstrueuses. Après avoir retrouvé Alex, Rick et lui courent à toute vitesse jusqu'à une pyramide, où le Bracelet du Roi Scorpion s'ouvre, et libère Alex de la malédiction. Alors que Imhotep et Anck-Su-Namun rejoignent la pyramide, Anck-Su-Namun poignarde Evy à l'estomac, pour se venger du combat entre elle et la Princesse Nefertiri, où Nefertiri lui a volé sa victoire et le droit de protéger le Bracelet à sa place. Pendant ce temps, le Conservateur du British Museum retrouve le Bracelet et le met au bras. Il pénètre dans une salle où règne une statue à l'effigie du Roi Scorpion. Il insère le Bracelet dans un trou, ce qui libère l'armée d'Anubis. Alors que Rick entend les cris de douleur du Conservateur, Imhotep le surprend, engageant le combat. Privé de ses pouvoirs par le Dieu Anubis, Imhotep n'a d'autre choix que de combattre en tant que mortel. Alors que Ardeth et ses guerriers se préparent à se battre contre l'armée d'Anubis, le Roi Scorpion, transformé en une hideuse créature, tue le Conservateur et engage le combat contre Imhotep et Rick. Pendant ce temps, Jonathan tente d'infliger une correction à Anck-Su-Namun qui ne comprend que trop tard qu'Alex a volé le Livre des Morts et ressuscite sa défunte mère. Alors que le combat fait rage entre le Roi Scorpion et Rick, Imhotep tente en vain de tuer le Roi Scorpion en lui lançant la lance d'Osiris dans la poitrine, javelot attrapé in extremis par Rick, qui parvient à tuer le Roi Scorpion. L'armée d'Anubis renvoyée en Enfer, Ardeth et ses guerriers savourent leur victoire, tandis que l'intérieur de la pyramide s'écroule. Rick ordonne à Evy de fuir, mais elle risque sa vie pour le sauver. De son côté, Imhotep implore Anck-Su-Namun de lui venir en aide, mais celle-ci refuse.
Elle est tuée quelque temps plus tard en tombant dans une rivière infestée de scarabées. Alors que les O'Connell parviennent au sommet de la pyramide, ils aperçoivent l'oasis disparaître pour laisser place au désert. Sur le point d'embarquer à bord du dirigeable, Jonathan implore Rick de le faire descendre afin qu'il puisse récupérer le diamant en or, posé au sommet de la pyramide. Ardeth remercie au loin les O'Connell de l'avoir aidé à accomplir cette nouvelle mission.

## Fiche technique
Sauf indication contraire, les informations mentionnées dans cette section peuvent être confirmées par la base de données cinématographiques IMDb,  présente dans la section « Liens externes ».
- Titre original : The Mummy Returns
- Titre français et québécois : Le Retour de la momie
- Réalisation et scénario : Stephen Sommers
- Musique : Alan Silvestri
- Direction artistique : Ahmed Abounouom, Giles Masters et Tony Reading (en)
- Décors : Peter Young
- Costumes : John Bloomfield
- Maquillage : Mark Coulier
- Photographie : Adrian Biddle
- Son : Michael Minkler, David Parker, Rick Ash, Peter Glossop
- Montage : Bob Ducsay et Kelly Matsumoto
- Production : Sean Daniel et James Jacks
  - Production associée : Megan Moran
  - Production déléguée : Bob Ducsay et Don Zepfel
- Sociétés de production[1] : Universal Pictures, Alphaville Films et Imhotep Productions (non créditée)
- Société de distribution[1] : Universal Pictures (États-Unis), United International Pictures (UIP) ()
- Budget : 98 000 000 dollars[2]
- Pays de production :  États-Unis
- Langue originale : anglais, égyptien ancien, arabe
- Format[3] : couleur (DeLuxe) - 35 mm - 2,39:1 (Cinémascope) (Panavision) - son DTS | Dolby Digital | SDDS | DTS: X
- Genre : action, aventure, fantastique
- Durée : 130 minutes
- Dates de sortie[4] :
  - États-Unis, Canada : 4 mai 2001
  - Suisse romande : 16 mai 2001
  - France, Belgique : 23 mai 2001
- Classification[5] :
  - États-Unis : accord parental recommandé, film déconseillé aux moins de 13 ans (PG-13 - Parents Strongly Cautioned)[Note 1].
  - France : tous publics[6].

## Distribution
Sauf indication contraire, les informations mentionnées dans cette section peuvent être confirmées par la base de données cinématographiques IMDb,  présente dans la section « Liens externes ».
- Brendan Fraser (VF : Guillaume Orsat) : Richard « Rick » O'Connell
- Rachel Weisz (VF : Laura Préjean) : Evelyn « Evy » Carnahan O'Connell / la Princesse Nefertiri
- John Hannah (VF : Georges Caudron) : Jonathan Carnahan
- Oded Fehr (VF : Asil Rais) : Ardeth Bay, chef des Medjaÿ
- Arnold Vosloo (VF : Saïd Amadis) : Imhotep, la momie
- Patricia Velásquez (VF : Marjorie Frantz) : Meela Nais / Anck-Su-Namun
- Freddie Boath (VF : Maxime Nivet) : Alexander « Alex » O'Connell
- Alun Armstrong (VF : Mostéfa Stiti) : Baltus Hafez
- Dwayne Johnson : Mathayus, le Roi Scorpion
- Adewale Akinnuoye-Agbaje (VF : Thierry Desroses) : Lock-Nah
- Shaun Parkes (VF : Lucien Jean-Baptiste) : Izzy Buttons
- Bruce Byron (en) (VF : Joël Zaffarano) : Red Willits
- Joe Dixon (en) (VF : Sidney Kotto) : Jacques Clemons
- Tom Fisher (en) (VF : David Krüger) : Jacob Spivey
- Aharon Ipalé : Pharaon Séthi Ier
- Quill Roberts : Shafek

 Source et légende : version française (VF) sur Voxofilm

## Production
Le tournage a lieu principalement en Angleterre : à Londres (British Museum, Old Royal Naval College, University College, ), dans le Bedfordshire (Heath and Reach), dans le Buckinghamshire (Mentmore Towers) et en studios (Pinewood Studios, Shepperton Studios). Il se déroule également au Maroc et en Jordanie.

## Bande originale
Albums de Alan Silvestri
Le Mexicain
(2001) Un amour à New York
(2001)
Bandes originales de La Momie
La Momie
(1999) La Momie : La Tombe de l'Empereur Dragon
(2008)
La bande originale du film, composée par Alan Silvestri, est sortie le 1er mai 2001 par Decca Records en CD. Silvestri succède ainsi à Jerry Goldsmith, le compositeur du premier film.
Le groupe de rock Live écrit et interprète la chanson du générique de fin : Forever May Not Be Long Enough.
| 1.          | Legend of the Scorpion King    | 4:55 |
| 2.          | Scorpion Shoes                 | 4:24 |
| 3.          | Imhotep Unearthed              | 4:22 |
| 4.          | Just an Oasis                  | 1:25 |
| 5.          | Bracelet Awakens               | 1:29 |
| 6.          | Evy Kidnapped                  | 5:55 |
| 7.          | Rick's Tattoo                  | 1:59 |
| 8.          | Imhotep Reborn                 | 2:42 |
| 9.          | My First Bus Ride              | 7:45 |
| 10.         | Mushy Part                     | 2:42 |
| 11.         | Gift and a Curse               | 5:32 |
| 12.         | Medjai Commanders              | 2:03 |
| 13.         | Evy Remembers                  | 4:03 |
| 14.         | Sandcastles                    | 3:22 |
| 15.         | We're in Trouble               | 2:18 |
| 16.         | Pygmy Attack                   | 3:31 |
| 17.         | Come Back Evy                  | 3:29 |
| 18.         | Mummy Returns                  | 7:44 |
| 19.         | Forever May Not Be Long Enough | 3:57 |
| 73 min 26 s |                                |      |

## Sortie et accueil

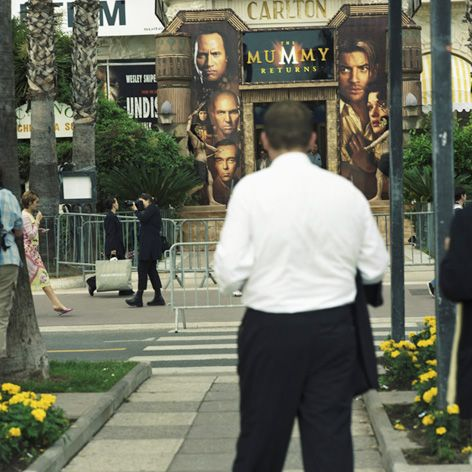
Une publicité pour Le Retour de la momie à l'entrée de l'hôtel Carlton lors du festival de Cannes 2001.

### Accueil critique
Sur le site Rotten Tomatoes, le film obtient un score de 47 % pour un total de 141 critiques et une note moyenne de 5,30/10, concluant : « Dans Le Retour de la momie, les effets spéciaux sont impressionnants, mais les personnages semblent secondaires face aux images de synthèse ». Sur Metacritic, le film obtient un score de 48 sur 100, sur la base de 31 critiques, indiquant des avis généralement mitigés.
Dans la revue de cinéma québécoise Séquences, Pierre Ranger livre une critique mitigée du film. Notant que son ambiance est plus proche de celle d'un film d'aventure que de celle d'un film d'horreur, il y voit « un produit qui bouge, mais sans saveur et mécanique à souhait », et lui reproche un scénario « bancal » dont la profusion d'effets numériques ne parvient pas à faire oublier les défauts.

### Box-office
Pour son premier jour d'exploitation aux États-Unis et au Canada, Le Retour de la momie rapporte 23 381 875 $ dans 3401 cinémas. Il se place premier du classement avec 68,1 millions lors du premier week-end d'exploitation. Il s'agit alors du deuxième meilleur week-end d'ouverture, derrière Le Monde perdu : Jurassic Park (1997) et ses 72,1 millions. Finalement, le film a rapporté 433 013 274 $ au box-office mondial, dont 202 019 785 $ en Amérique du Nord et 230 993 489 $ à l'international.
En France, également pour son premier jour d'exploitation, le film se place à la première place du classement avec 177 772 entrées dans 703 salles. Dès sa première semaine, il reste à la première place avec 756 465 entrées. Au total, le film a cumulé 2 298 749 entrées.

## Distinctions
Entre 2001 et 2002, Le Retour de la momie a été sélectionné 25 fois dans diverses catégories et a remporté 6 récompenses.

### Récompenses
| Année | Festivals de cinéma                                                 | Prix                                                               | Lauréat(es)    |
| ----- | ------------------------------------------------------------------- | ------------------------------------------------------------------ | -------------- |
| 2001  | Écran d'or (Goldene Leinwand)                                       | Prix de l’Écran d'or                                               | -              |
| 2001  | Prix Bogey (Bogey Awards)                                           | Prix Bogey d’or                                                    | -              |
| 2001  | Prix du jeune public                                                | Personne la plus méprisable                                        | Dwayne Johnson |
| 2001  | Prix GoldSpirit (GoldSpirit Awards)                                 | Prix GoldSpirit de la meilleure bande originale d'un film d’action | Alan Silvestri |
| 2001  | The Stinkers Bad Movie Awards                                       | Pire acteur dans un second rôle                                    | Dwayne Johnson |
| 2002  | Société Américaine des Compositeurs, Auteurs et Éditeurs de Musique | Prix ASCAP des meilleurs films au box-office                       | Alan Silvestri |

### Nominations
| Année | Festivals de cinéma                                                             | Catégorie                                                             | Nommé(es)                                                                  |
| ----- | ------------------------------------------------------------------------------- | --------------------------------------------------------------------- | -------------------------------------------------------------------------- |
| 2001  | Prix du jeune public                                                            | Meilleur film dramatique / action aventure                            | -                                                                          |
| 2001  | Prix du jeune public                                                            | Meilleur acteur                                                       | Brendan Fraser                                                             |
| 2001  | Prix du jeune public                                                            | Meilleure scène de combat                                             | Rachel Weisz et Patricia Velásquez                                         |
| 2001  | Prix Schmoes d'or (Golden Schmoes Awards))                                      | Pire film de l'année                                                  | -                                                                          |
| 2001  | Prix Schmoes d'or (Golden Schmoes Awards))                                      | La plus grande déception de l'année                                   | -                                                                          |
| 2002  | Académie des films de science-fiction, fantastique et d'horreur - Saturn Awards | Meilleur film fantastique                                             | -                                                                          |
| 2002  | Académie des films de science-fiction, fantastique et d'horreur - Saturn Awards | Meilleur jeune acteur                                                 | Freddie Boath                                                              |
| 2002  | Académie des films de science-fiction, fantastique et d'horreur - Saturn Awards | Meilleur maquillage                                                   | Aileen Seaton, Nick Dudman et Jane Walker                                  |
| 2002  | Académie des films de science-fiction, fantastique et d'horreur - Saturn Awards | Meilleurs effets visuels                                              | John Andrew Berton Jr., Daniel Jeannette, Neil Corbould et Thomas Rosseter |
| 2002  | Éditeurs de sons de films                                                       | Meilleur montage sonore - Effects et bruitages, long métrage national | Leslie Shatz, Malcolm Fife, Ann Scibelli, Jon Olive et Jonathan Klein      |
| 2002  | Prix de la bande-annonce dorée                                                  | Meilleure séquence de titres                                          | Imaginary Forces                                                           |
| 2002  | Prix des jeunes artistes                                                        | Meilleur second rôle masculin dans un film (Jeune acteur)             | Freddie Boath                                                              |
| 2002  | Prix du choix des enfants                                                       | Star de cinéma masculine préférée                                     | Brendan Fraser                                                             |
| 2002  | Prix Empire                                                                     | Meilleure actrice britannique                                         | Rachel Weisz                                                               |
| 2002  | Prix Fangoria Chainsaw                                                          | Meilleure actrice dans un second rôle                                 | Patricia Velásquez                                                         |
| 2002  | Prix Fangoria Chainsaw                                                          | Pire film                                                             | -                                                                          |
| 2002  | Prix MTV Asie                                                                   | Meilleur film                                                         | -                                                                          |
| 2002  | Taurus - Prix mondiaux des cascades                                             | Meilleur combat                                                       | Nikki Berwick et Dee Harrup.                                               |
| 2002  | Taurus - Prix mondiaux des cascades                                             | Meilleure cascade par une femme cascadeuse                            | Nikki Berwick et Dee Harrup                                                |

## Suites et films dérivés
Le Retour de la momie est à son tour suivi par La Momie : La Tombe de l'empereur Dragon sorti en 2008, qui clôt la trilogie de La Momie. Dans l'intervalle, il donne naissance à une série de films dérivés autour du personnage du Roi scorpion, le premier étant Le Roi Scorpion réalisé par Chuck Russell en 2002. Il est suivi de Le Roi Scorpion 2 : Guerrier de légende (2008), Le Roi Scorpion 3 : L'Œil des dieux (2012), Le Roi Scorpion 4 : La Quête du pouvoir (2015) et Le Roi Scorpion : Le Livre des âmes (2018).

## Analyse
Le personnage du Roi Scorpion s'inspire librement du nom d'un ou deux rois semi-légendaires de l'Égypte ancienne ayant vécu dans la seconde moitié du IVe millénaire av. J.-C. : les Rois Scorpions, à savoir Scorpion Ier (qui règne peut-être  vers 3200 av. J.-C.) et Scorpion II (vers 3300-3150 av. J.-C.). Le scorpion était l'un des animaux associés au roi, avec le lion et le faucon, dès l'époque prédynastique. Le film prête au Roi Scorpion un pacte magique avec un dieu de la religion égyptienne antique, Anubis, qui était bel et bien associé aux morts, mais n'était pas considéré comme maléfique[réf. nécessaire]. Le désert d'Ahm Shere, où le Roi Scorpion est exilé au début de l'intrigue, est une invention du film[réf. nécessaire]. La scène de flashback au cours de laquelle la princesse Néfertiri affronte Anck-Su-Namun montre les deux guerrières armées de saï, qui sont des armes japonaises et non des armes de l'Égypte ancienne. Les spectacles de combats existaient bien en Égypte ancienne, mais ils mobilisaient des armes différentes, par exemple des boucliers et des bâtons, attestés par un relief du XIVe siècle av. J.-C.